# Бразильський культурний центр
Бразильський культурний центр (порт. Centro Cultural Brasileiro, скорочено CCB) — установа, відповідальна за просування культурної політики Бразилії за кордоном.
Бразильський культурний центр підтримується Міністерством закордонних справ Бразилії та перебуває у підпорядкуванні бразильських дипломатичних місій у країні перебування.

## Діяльність
Діяльність Бразильського культурного центру спрямована на систематичне викладання португальської мови, поширення бразильської літератури, поширення інформаційних матеріалів про Бразилію, організація художніх виставок та театральних вистав, спільне видання та поширення творів національних авторів, поширення бразильської класичної та сучасної музики, просування форми вираження культури Бразилії, через організацію лекцій та семінарів.
Центр також проводить тести для отримання сертифіката володіння португальською мовою як іноземною – CELPE-Bras.

## Географія центру
У всьому світі розташований 21 Бразильський культурний центр, 12 з яких у Північній та Південній Америці, 3 у Європі, 6 на африканському континенті.
Адреса штаб-квартири: Ministerio das Relações Exteriores, Esplanada dos Ministerio, Bloco H - Palácio Itamaraty Annex II - Sala 11 Brasília, DF - Brasil - 70170-900.